# Эмвей-арена
 Эмвей-арена  (англ. Amway Arena) — крытая спортивная арена в Орландо, Флорида, открытая 29 января 1989 года и снесённая 25 марта 2012 года. Во время своего существования носила названия: «Орландо-арена», «ТД Уотерхаус-центр» и «Арена в Орландо», а в разговорах часто называлась O-Rena. Являлась частью Центроплекса Орландо (англ. Orlando Centroplex) — спортивно-развлекательного комплекса в центре города. В прошлом «Эмвей-арена» была домашним стадионом для нескольких спортивных команд, самой известной из которых была «Орландо Мэджик» (НБА).

## История
Арена была построена в 1989 году и строительство обошлось в 98 млн долларов. Вместимость арены составляла 17 519 мест для баскетбольных соревнований, а также 26 люксовых боксов. Права на название были проданы в 2000 году компании TD Waterhouse за 7,8 млн долларов сроком на 5 лет. Кроме спортивных соревнований арена использовалась для развлекательных мероприятий и концертов.
16 мая 2008 года на арене состоялось выступление The Police в рамках концертного тура «The Police Reunion Tour», посвященному 30-летию основания группы. 1 сентября 2009 проходило выступление Бритни Спирс в рамках концертного тура «The Circus Starring Britney Spears».
В 1990 году на арене состоялось ппв шоу WWF Royal Rumble, в 1994 году шоу WCW Bash at the Beach, в 2003 шоу Armageddon. 29 марта 2008 года WWE проводила церемонию по вводу Зал Славы рестлеров. Самым известным среди них был Рик Флэр, который после церемонии сообщил об окончании своей профессиональной карьеры.
В 1991 году арена была выбрана «Ареной года» по версии Performance Magazine. Арена также номинировалась на «Лучшую крытую арену» Pollstar Concert Industry Awards.
9 февраля 1992 году на арене проходил 42 Матч всех звёзд НБА.
Во время сезона 1993/94 «Тампа Бэй Лайтнинг» проводила свои домашние матчи в «Эмвей-арена».
Арена принимала первую и вторую игры Финала чемпионата НБА 1995 года, а также 3, 4 и 5 игры в финале 2009 года между «Мэджик» и «Лос-Анджелес Лейкерс».
В 2004 году одной из пяти арен для проведения Dew Tour была выбрана Эмвей арена.
В 1999 году подразделение канадской финансовой компании Торонто Доминион купило права на название Орландо Арены и арена стала называться TD Waterhouse Centre. 30 ноября 2006 года, по истечении договора, компания TD Ameritrade (купившая TD Waterhouse’s U.S.) отказалась продлевать договор. Арена носила название «The Arena in Orlando» около недели, пока 7 декабря 2006 года компания Эмвей купила права на название и переименовала сооружение в «Эмвей-арена». Эмвей заплатила 1,5 млн долларов за права на название сроком 4 года. Основатель компании Эмвей Ричард Девос также является владельцем «Орландо Мэджик».
В 2007 году «Орландо Мэджик» объявили о начале строительства новой арены для своих домашних игр — «Эмвей-центра». Старую же арену планировалось продать за 90 млн долларов. Открытие новой арены состоялось 1 октября 2010 года.

## Снос
25 марта 2012 года в 7:30 по местному времени арена была взорвана. Целыми были оставлены только угловые колоны, которые были демонтированы во время расчистки строительного мусора. Во время сноса пострадал один человек, в которого попал осколок.